# Foresight Linux
Foresight Linux (abandonnée en 2015) est une distribution GNU/Linux basée sur rPath Linux (rPath (en), Inc) contenant des logiciels libres et des logiciels non-libres. Le but est d'inclure les tout derniers programmes disponibles et d'être aussi facile d'accès que possible.
L'interface graphique de Foresight Linux est basée sur GNOME. La dernière version 2.1.0 inclut GNOME 2.24.3 comme environnement graphique par défaut.
Foresight Linux est optimisée, depuis la version 2, pour les processeurs 64-bit et 32-bit. C'est également depuis cette version que Foresight Linux bénéficie d'un gestionnaire de paquets graphiques packageKit.

## Histoire
Foresight Linux a été adoptée par Shuttle pour ses ordinateurs légers KPC. À cette occasion, un concours a été organisé afin d'améliorer le nombre de paquets en portant ceux des versions précédentes de la distribution ou en en créant d'autres. Ce concours a été parrainé par Shuttle.
En 2008, Ars Technica a décerné à Foresight Linux l'Ovatio de la distribution de l'année.
Le 11 mai 2015, le conseil de développement annonce la fin du projet pour cause d'activité et de nombre de volontaires trop faibles.

## Éditions
Depuis la version 2.0.4, Foresight Linux est disponible en édition GNOME light, tenant sur un seul CD, contrairement à l'édition GNOME qui nécessite un DVD.
Depuis septembre 2008, il existe une édition Mobile optimisée pour les netbooks. Elle comporte une interface GNOME retravaillé s'appuyant sur Ubuntu Netbook Remix.
Il existe également une édition Kids destinée à l'éducation et au divertissement des plus jeunes, en intégrant des logiciels comme TuxMath ou Tux Paint.

## Gestionnaire de paquet
Foresight Linux utilise le gestionnaire de paquets Conary. Ce système permet de mettre à jour uniquement les fichiers modifiés, contrairement à APT par exemple, qui lui télécharge à nouveau tout le programme à chaque mise à jour disponible pour celui-ci.